# Богданово (Даниловский район)
Богданово — деревня в Даниловском районе Ярославской области. Входит в состав Дмитриевского сельского поселения.

## География
Находится в северо-восточной части Ярославской области на расстоянии приблизительно 21 км на юг по прямой от железнодорожного вокзала города Данилова, административного центра района.

## История
В 1859 году здесь (деревня Даниловского уезда Ярославской губернии) было учтено 17 дворов .

## Население
Численность населения: 69 человек (1859 год), 4 (русские 100 %) в 2002 году, 2 в 2010.